# Herminia subtriplex
Herminia subtriplex là một loài bướm đêm trong họ Noctuidae.